# Fialho de Almeida
José Valentim Fialho de Almeida (n. 7 mai 1857 - d. 4 martie 1911) a fost un medic și scriitor portughez.
Eseurile și pamfletele sale critică monarhia și nobilimea.
Povestirile sale evocă ținuturile natale într-un limbaj sugestiv, la limita dintre realism și naturalism.

## Opera
- 1881: Povestiri ("Contos")
- 1882: Orașul viciului ("A cidade do vício")
- 1890: Pamflete ("Pasquinadas")
- 1892: Viața ironică ("Vida irónica")
- 1893: Țara strugurilor ("O país das uvas")
- 1903: Unghiul ("A esquina").